# Wiel
Wiel ist ein niederländischer männlicher Vorname, der auch als Familienname auftritt.

## Bekannte Namensträger

### Vorname
- Wiel Coerver (1924–2011), niederländischer Fußballspieler und -trainer
- Wiel Kusters (* 1947), niederländischer Dichter, Autor und Literaturwissenschaftler

### Familienname
- Anne van de Wiel (* 1997), niederländische Leichtathletin
- Anouk van de Wiel (* 1992), niederländische Handballspielerin
- Gregory van der Wiel (* 1988), niederländischer Fußballspieler
- Hagen Wiel (* 1975), deutscher Filmregisseur, Drehbuchautor, Videokünstler und Filmproduzent
- Jaap van der Wiel (1960–2012), niederländischer Fußballspieler
- Jade Wiel (* 2000), französische Radrennfahrerin
- Jan van der Wiel (1892–1962), niederländischer Fechter
- John van der Wiel (* 1959), niederländischer Schachgroßmeister
- Jorinus van der Wiel (1893–1960), niederländischer Radrennfahrer
- Joseph Wiel (1828–1881), deutscher Arzt
- Leopold Wiel (1916–2022), deutscher Architekt

## Sonstiges
- Wiel (Gemeinde Wies), Ortschaft von Wies, Bezirk Deutschlandsberg, Steiermark
- Wiel St. Anna, Katastralgemeinde von Wies, Bezirk Deutschlandsberg, Steiermark
- Wiel St. Oswald,  Katastralgemeinde von Wies, Bezirk Deutschlandsberg, Steiermark